# ヘラ州
ヘラ州（ヘラしゅう、英語: Hela Province）は、パプアニューギニア中部の山岳地方北西部の州である。州都はタリ。2011年の人口は24万9449人で、全国の3.4%を占め、22州中15位。面積は1万498平方キロメートルで、全国の2.3%を占め、22州中15位。人口密度は1平方キロメートルあたり23.8人。
2012年5月17日に南部山岳州の北部3地区が分離して新設された。

## 人口
- 2000年7月9日：18万5947人
- 2011年7月10日：24万9449人

## 隣接州
- 北： 東セピック州
- 東： エンガ州
- 南： 南部山岳州
- 南西： 西部州
- 北西： サンダウン州

## 行政区画
以下の3地区から成る。
- コモ・マガリマ地区（英語版）
- コロバ・コピアゴ地区（英語版）
- タリ・ポリ地区（英語版）

## 民族
ヘラ州の主要民族であるフリ人は、国内に約80万人が暮らしている。
フリ人の伝承では、彼らの祖先はヘラという男で、彼は息子4人と娘1人を持っていた。
息子の名前はそれぞれフリ、オペネ、ドゥナ、トゥグバで、娘の名前はヘワだった。
伝統的なヘラの領域は、エンガ州の全てから聖地トゥンダカ山、クトゥブ湖、ボサヴィ山、ギギラ山、ストリックランド渓谷に及ぶ。

## 天然資源計画
- ハイズ・ガス田
- カレ金山
- トゥンダカ金山
- クトゥブ油田
- モラン油田
- 南東マナンダ油田

## スポーツ

### サッカー
- ヘカリFC

### ラグビー
- ヘラ・ウィグメンRLC